# Robert Arambourou
Robert Arambourou, né le 9 août 1914 à La Roche-Posay et mort le 30 novembre 1989 à Hastingues, est un professeur d'histoire-géographie, archéologue et préhistorien français.

## Biographie
Robert Arambourou naît le 9 août 1914 à La Roche-Posay et s’intéresse dès sa jeunesse à la préhistoire,. Il est mobilisé pendant la Seconde Guerre mondiale. Fait prisonnier pendant la débâcle de 1940, il est détenu en Stalag et obtiendra le statut d'interné résistant. Il devient professeur d’histoire-géographie et est nommé au collège de La Réole à la fin de la guerre. Il effectue des fouilles sur le site paléolithique supérieur du trou de la chèvre à Bourdeilles et publie une thèse sur ses industries lithiques en 1962. C'est la même année qu'il soutient sa thèse d'histoire électorale. En effet, parallèlement à ses travaux d'archéologie, il mène des recherches concernant la sociologie électorale de l'arrondissement de La Réole sous la troisième République. Il est nommé au lycée de Dax en 1956 et étudie la grotte Duruthy, où il effectue de nombreuses découvertes. Il fonde le musée départemental d’Arthous. Il est membre de la société d’études et de recherches préhistoriques des Eyzies de 1951 à 1989 et de la société de Borda. Il publie ses travaux principalement dans le bulletin de la Société de Borda et dans le bulletin de la Société préhistorique française. Ses publications font autorité sur la préhistoire dans le département des Landes et une bibliographie en est dressée par Jean-Claude Merlet. Il meurt le 30 novembre 1989 à Hastingues,.

## Publications
- Le Périgordien ancien de Bourdeilles, Paris, Bulletin de la Société préhistorique française, 1961 (lire en ligne) en collaboration avec P. E. Jude ;
- Un moyen d'expression et de recherche : les diagrammes de groupes et de types, Paris, Bulletin de la Société préhistorique française, 1973, 3 p. (lire en ligne) ;
- Une sépulture sous tumulus du VIIe siècle avant notre ère à Saint-Vincent-de-Tyrosse, Paris, Bulletin de la Société préhistorique française, 1977, 5 p. (lire en ligne) en collaboration avec Jean-Pierre Mohen.